# Лишин, Николай Петрович
Николай Петрович Лишин (1839—1906) — русский военный деятель, генерал-лейтенант.

## Биография
Происходил из дворян Черниговской губернии. Родился 31 марта (12 апреля) 1839 года. Окончил Школу гвардейских подпрапорщиков и кавалерийских юнкеров по 1-му разряду и 11 июня 1858 года был определён корнетом в лейб-гвардии Кирасирский Его Величества полк. Уволен в отставку 29 августа 1868. 28 ноября 1869 вновь принят на службу и назначен в распоряжение командующего войсками Туркестанского военного округа и произведен в подполковники по армейской кавалерии.
С 7 июля по 17 ноября 1871 заведовал казачьими сотнями в Ташкенте. Участвовал в Хивинском походе 1873, за отличие в этом походе произведен в полковники (25.10.1873) и награждён орденом св. Владимира с мечами и бантом. 4 июля 1874 назначен для особых поручений при командующем войсками округа. Принимал участие в Кокандском походе 1875—1876; командирован с донесением императору о покорении Кокандского ханства. В 1876 был назначен в помощь начальнику окружного штаба для описания Хивинского похода 1873.
12 июня 1877 назначен чиновником для поручений сверх штата при начальнике Главного штаба. 15 мая 1883 произведен в генерал-майоры с зачислением в запас армейской кавалерии. 23 января 1884 назначен состоять по Военному министерству. 13 марта 1886 вошел в состав комиссии для распределения пособий.
14 марта 1896 произведен в генерал-лейтенанты.
Был женат на дочери генерала А. И. Сабурова Зинаиде Алексеевне (брак расторгнут), имел двоих детей.
Умер 3 (16) января 1906 года.

## Награды
российские
- орден Святого Станислава 2-й ст. (28.3.1871)
- орден Святого Владимира 4-й ст. с мечами и бантом (5.01.1874)
- орден Святой Анны 2-й ст. (30.08.1875)
- орден Святого Владимира 3-й ст. с мечами (19.10.1875)
- орден Святого Станислава 1-й ст. (30.08.1887)
- орден Святой Анны 1-й ст. (10.8.1898)
- орден Святого Владимира 2-й ст. (6.12.1901)
- орден Белого Орла (5.12.1905)

иностранные
- нидерландский орден Золотого льва Нассау 2-й ст. (1.03.1880)
- сербский орден Такова 3-й ст. (15.05.1882)